# Sigisfredo Mair
Sigisfredo Mair, né le 10 août 1939 à Dobbiaco et mort le 15 mai 1977 dans la même commune, est un lugeur italien.

## Carrière
Aux Jeux olympiques d'hiver de 1964 organisés à Innsbruck en Autriche, Sigisfredo Mair remporte la médaille de bronze de luge en double avec Walter Aussendorfer. Il remporte également la médaille de bronze des championnats du monde 1967, cette fois avec son frère Ernesto. Sigisfredo Mair est tué dans un accident de voiture en 1977.